# Kicune

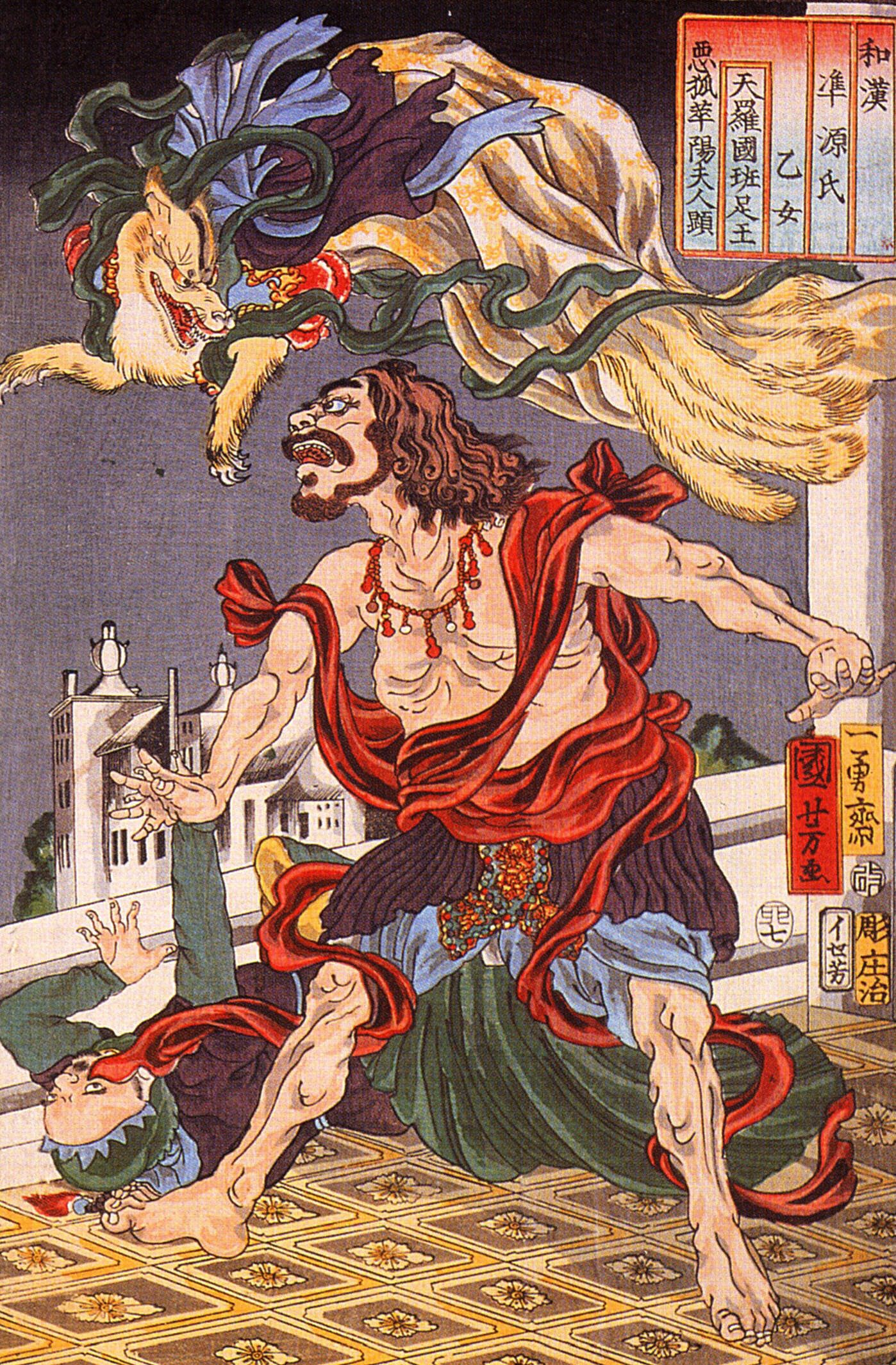
Hanzoku herceget egy kitsune sanyargatja. Utagava Kunijosi, 19. század

A kitsune【狐 (きつね)】 japán szó, jelentése róka. Eredetileg a sintó vallás segítőkész, kedves, róka alakú istene. Sok japán népmesében megtalálható az alakja. 
A kicunék a legismertebb jókaiok közé tartoznak, szerepük azonban a különböző történetekben sokszor teljesen más. Van, amikor átverik, becsapják az embereket, de van, amikor védelmezik őket, és vannak esetek, amikor az illető szeretője, felesége személyében jelennek meg. A japánok a legtöbb rókának különleges tulajdonságot tulajdonítanak, nem csak a rókaszellemeknek.

## Eredet

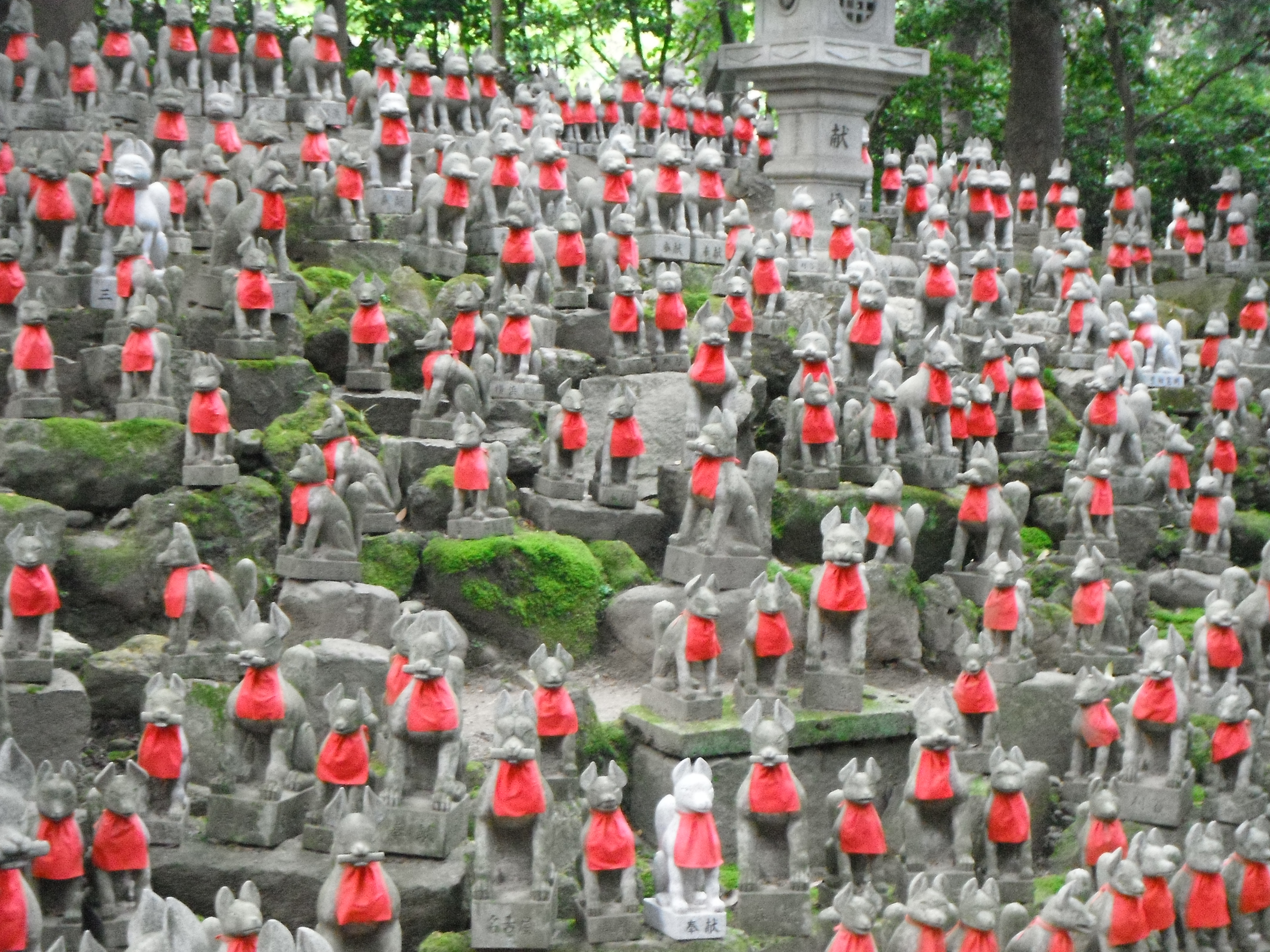
Kitsune szobrok

A japán róka-mítoszok eredete a kínai mitológiához vezethető vissza. A kínai népmesék róka szellemeit Huli jingnek nevezik, melyeknek akár kilenc farkuk is lehetett.(Japánul: kjúbi no kitsune) A legkorábbi fennmaradt történetek a Kondzsaku Monogatariban találhatóak, ami egy 11. századi gyűjtemény, melyben kínai, indiai és japán elbeszélések is megtalálhatóak.
Kijosi Nozaki, egy japán folklórkutató szerint, a kicunék mint pozitív alakok már a 4. században megjelentek japánban, Kínából és/vagy Koreából csak a negatív tulajdonságait vették át. Állítása szerint a 16. századi Nihon Rjakkiban, a régi Japánban a rókák és az emberek közel éltek egymáshoz és a legendák ennek nyomán alakultak ki.
Karen Smyers szerint a róka mítoszok valóban Kínából származnak és a buddhizmus hozta be a japán folklórba, de azt is mondja, hogy néhány róka történetben egyedi japán elemek is találhatóak.

## Jellemzés

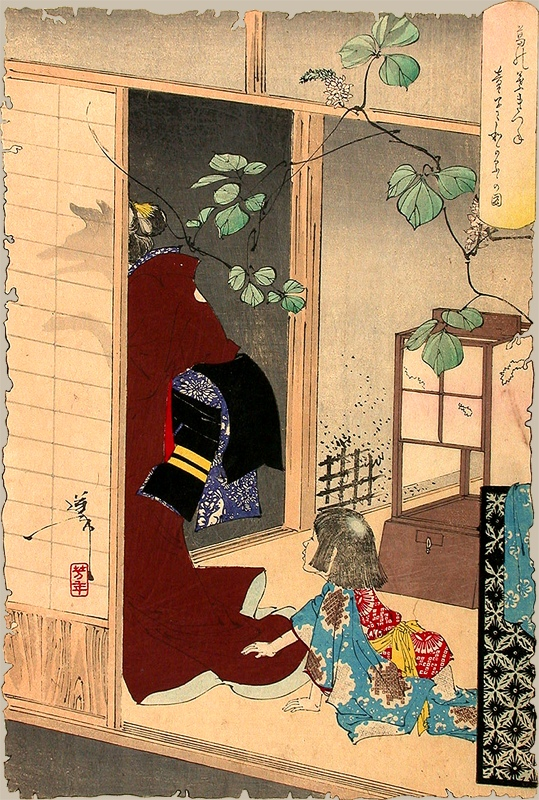
A kitsune valódi alakja lelepleződik az árnyékán.

A kitsune mondák kialakulásában legfőbb szerepet az játszik, hogy az ősi Japánban a rókák az emberek közelében éltek. Hagyományosan a rókákat tekintették az Inari nevű sintoista kamik hírvívőinek. Ezáltal megnőtt természetfölötti jelentőségük a köztudatban. Elsődleges tulajdonságukként az emberré változást szokták megemlíteni.
Minél több farka van, annál bölcsebb, öregebb és hatalmasabb egy kitsune. A legidősebb és legkiválóbb rókák a kilenc farkúak, társaik közt is a legmegbecsültebb egyedek. Néhány népmese azt mondja, hogy egy róka csak akkor tud további farkakat növeszteni, miután élt 1000 évet. Az egy, öt, hét, és kilenc farok a leggyakoribb a történetekben. Állítólag mikor egy rókának kinő a kilencedik farka, fehérré vagy arany színűvé válik a bundája. Bizonyos esetekben a kicunének emberré változásának ideje alatt is megmarad a farka. A történetek igen intelligens és bölcs lényekként ábrázolják őket, ami koruk előrehaladtával csak gyarapodik.
Sok történet ravaszdi alakként mutatja be a kicunét, aki alakváltó képességével rászedi az embereket. Máshol azonban úgy festik le, mint hűséges őrzőt, barátot, szeretőt vagy éppen feleséget. Számtalan legendában a kitsune megszállja egy nő testét vagy átváltozik azzá. Ilyen formában meghódít egy férfit, bűbájt bocsátva rá, és megtréfálja azt. Ám ha ekkor a mit sem sejtő ember feleségül veszi a rókát, szerető asszonyként fog viselkedni az, egészen addig, amíg ki nem derül valódi kiléte.
Egyes történetekben a kicunéknak még nagyobb erőt tulajdonítanak, képesek meghajlítani a tér-időt, az embereket az őrületbe kergetik és különleges alakokat tudnak felvenni, mint például egy hihetetlenül magas fa vagy egy második hold az égen. Képességeik közé tartozik még, hogy farkukkal tüzet vagy villámot tudnak gerjeszteni (kitsunebi) vagy képesek megjelenni az álmokban, repülni, láthatatlanná válni vagy esetleg különböző illúziókat létrehozni.

## Fajtái

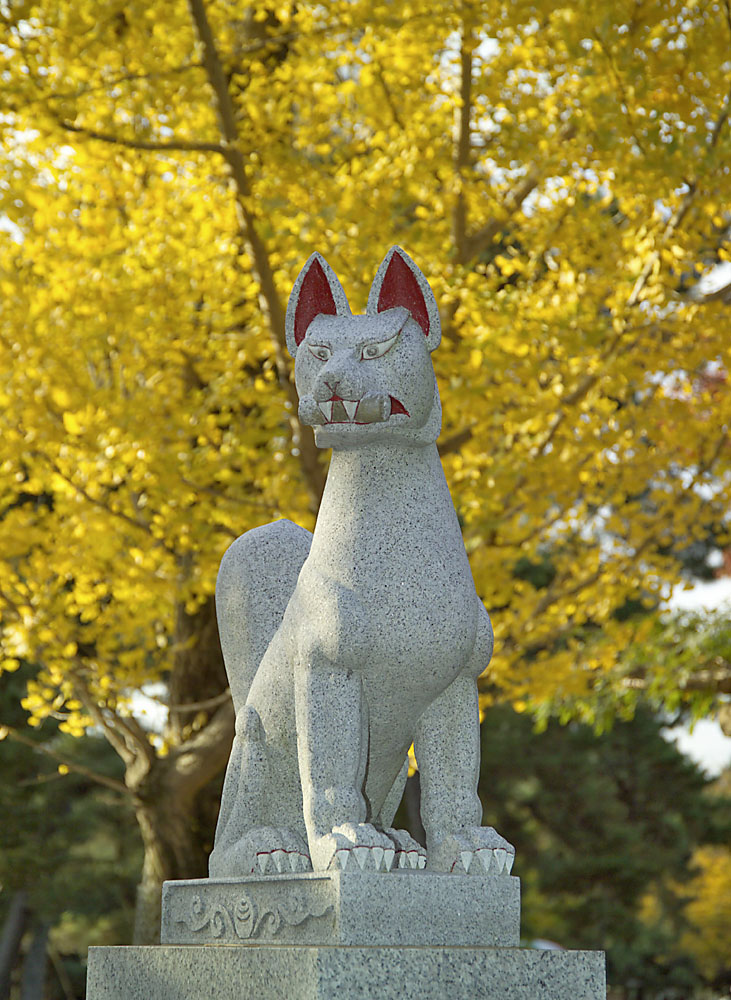
A szentély bejáratát őrző kitsune

Az Inarikat szolgáló kicunét, zenkonak (善狐, kb. jó róka) nevezik. Őket égi rókáknak, fenségesnek tekintették, és egyszerűen Inari rókáknak is hívták. A kicunék egy másik fajtája a jako (野狐, kb. mezei róka, más néven nogicune). Ő az, aki ravaszul, rosszindulatúan viselkedik. A helyi legendák további különböző kicunéket hoztak létre. Például a ninko egy olyan láthatatlan rókaszellem, amit az emberi lények csak akkor tudnak észlelni, amikor az megszállja őket. A középkori Japánban erősen élt az a hit, hogy ha egy nő egyedül sétál az éjszakában, az valójában egy kitsune.

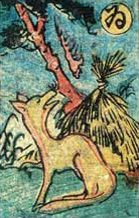
Egy 19. századi obake karuta (szörny kártya), egy Kitsune képével

### Kitsunetsuki
Kitsunetsuki (狐憑き vagy 狐付き) jelentése az az állapot amikor a róka megszállt valakit. Az áldozat mindig egy fiatal nő, akit a róka a körme alatt vagy a mellén keresztül szállt meg. Az áldozatok arckifejezése hasonlított egy rókáéhoz, innen tudták, hogy megszállták az illetőt. Úgy tartják, hogy a megszállt áldozatok, a megszállás idejéig képességeket kaptak, így például egy írástudatlan ember képes volt írni-olvasni egy ideig. A Heian időszakban a kitsunetsukit, mint betegséget figyelték meg és egészen a 20. századig a mentális betegségek közös diagnózisaként tartották számon, mivel a megszállás magyarázat volt a kóros viselkedésre.

### Hosi no Tama
A kicunék vagy a megszállt áldozatok ábrázolásánál gyakran látható egy kerek vagy hagyma alakú, fehér gömb, amit hosi no tamának (ほしのたま-csillag gömb) neveznek. Egyes történetek a kitsunebi izzásaként írják le, míg máshol, egy mágikus ékszerként vagy gyöngyként van megemlítve. Amikor a kitsune nem emberi formában van vagy megszállt testben, akkor ezt a gömböt a szájában tartja vagy a farkán hordozza.

## Fordítás
- Ez a szócikk részben vagy egészben a Kitsune című angol Wikipédia-szócikk ezen változatának fordításán alapul.  Az eredeti cikk szerkesztőit annak laptörténete sorolja fel. Ez a jelzés csupán a megfogalmazás eredetét és a szerzői jogokat jelzi, nem szolgál a cikkben szereplő információk forrásmegjelöléseként.